# Yea
Yea är en ort i Australien. Den ligger i kommunen Murrindindi och delstaten Victoria, omkring 79 kilometer nordost om delstatshuvudstaden Melbourne. Yea ligger 170 meter över havet och antalet invånare är 1 052.
Runt Yea är det mycket glesbefolkat, med 4 invånare per kvadratkilometer.. Det finns inga andra samhällen i närheten. 
Trakten runt Yea består till största delen av jordbruksmark. Genomsnittlig årsnederbörd är 1 167 millimeter. Den regnigaste månaden är juli, med i genomsnitt 136 mm nederbörd, och den torraste är januari, med 46 mm nederbörd.